# Champions Trophy de hockey sobre césped femenino de 2008
La 16.ª edición del Champions Trophy femenino se llevó a cabo entre el 17 al 25 de mayo de 2008, en el Warsteiner HockeyPark, Mönchengladbach, Alemania. Las seis selecciones nacionales que participaron fueron Alemania, Argentina, Australia, China, Holanda y Japón.

## Planteles

### AlemaniaAlemania
Director técnico: Michael Behrmann
| 1. Yvonne Frank (Arquera) 2. Tina Bachmann 3. Mandy Haase 4. Natascha Keller 5. Kerstin Hoyer 6. Nina Kasselmann 7. Eileen Hoffmann 8. Marion Rodewald 9. Katharina Scholz | 1. Fanny Rinne 2. Anke Kühn 3. Janine Beermann 4. Maike Stöckel 5. Janne Müller-Wieland 6. Christina Schütze 7. Pia Eidmann 8. Julia Müller 9. Kristina Reynolds (Arquera) |

### Argentina
Director técnico: Gabriel Minadeo
| 1. Belén Succi (Arquera) 2. Magdalena Aicega 3. Rosario Luchetti 4. Alejandra Gulla 5. Luciana Aymar 6. Agustina Bouza 7. Soledad García 8. Carla Rebecchi 9. Mariana González Oliva | 1. Mercedes Margalot 2. María de la Paz Hernández 3. Mariana Rossi 4. Paola Vukojicic (Arquera) 5. Mariné Russo 6. Gabriela Aguirre 7. Claudia Burkart 8. Silvina D'Elia 9. Noel Barrionuevo |

### Australia
Director técnico: Frank Murray
| 1. Suzanne Faulkner 2. Wendy Beattie 3. Casey Eastham 4. Megan Rivers 5. Kim Walker 6. Rebecca Sanders 7. Kate Hollywood 8. Emily Halliday 9. Madonna Blyth | 1. Jessica Arold 2. Rachel Imison (Arquera) 3. Angela Lambert 4. Melanie Wells 5. Hope Munro 6. Teneal Attard 7. Sarah Young 8. Nicole Hudson |

### ChinaChina
Director técnico: Kim Chang-Back
| 1. Chen Zhaoxia 2. Ma Yibo 3. Cheng Hui 4. Huang Junxia 5. Fu Baorong 6. Li Shuang 7. Gao Lihua 8. Tang Chunling 9. Zhou Wanfeng | 1. Sun Zhen 2. Zhang Yimeng 3. Li Hongxia 4. Ren Ye 5. Chen Qiqiu 6. Zhao Yudiao 7. Song Qingling 8. Li Aili 9. Pan Fengzhen |

### JapónJapón
Director técnico: Yoo Seung-Jin
| 1. Ikuko Okamura 2. Keiko Miura 3. Mayumi Ono 4. Chie Kimura 5. Rika Komazawa 6. Miyuki Nakagawa 7. Sakae Morimoto 8. Kaori Chiba 9. Yukari Yamamoto | 1. Toshie Tsukui 2. Yuku Kitano 3. Sachimi Iwao 4. Akemi Kato 5. Tomomi Komori 6. Misaki Ozawa 7. Chinami Kozakura 8. Chie Akutso 9. Yuka Yoshikawa |

### HolandaHolanda
Director técnico: Marc Lammers
| 1. Lisanne de Roever (Arquera) 2. Eefke Mulder 3. Fatima Moreira de Melo 4. Renske van Geel 5. Fleur van Dooren 6. Minke Smabers 7. Marieke Dijkstra 8. Carlijn Welten 9. Roel Kuyvenhoven | 1. Naomi van As 2. Claire Verhage 3. Marise Jongepier 4. Kiki Collot d'Escury 5. Eva de Goede 6. Carlien Dirkse van den Heuvel 7. Michelle van der Pols 8. Marilyn Agliotti |

## Resultados

### Sábado 17 de mayo de 2008
| AUSTRALIA               | 2 - 0 | JAPÓN | 13:05 Árbitros: Caroline Brunekreef (NED) y Lin Miao (CHN). |
| Casey Eastham 18' (pc)  |       |       | 13:05 Árbitros: Caroline Brunekreef (NED) y Lin Miao (CHN). |
| Emily Halliday 61' (pc) |       |       |                                                             |

| HOLANDA              | 2 - 1 | ALEMANIA              | 15:05 Árbitros: Marelize De Klerk (RSA) y Frances Block (ENG). |
| Marilyn Agliotti 41' |       | Christima Schütze 16' | 15:05 Árbitros: Marelize De Klerk (RSA) y Frances Block (ENG). |
| Naomi van As 60'     |       |                       |                                                                |

| CHINA            | 2 - 1 | ARGENTINA                 | 17:05 Árbitros: Gina Spitaleri (ITA) y Christiane Hippler (GER). |
| Yudiao Zhao 45'  |       | Noel Barrionuevo 51' (pc) | 17:05 Árbitros: Gina Spitaleri (ITA) y Christiane Hippler (GER). |
| Yibo Ma 70' (pc) |       |                           |                                                                  |

### Domingo 18 de mayo de 2008
| ALEMANIA           | 2 - 1 | AUSTRALIA        | 13:05 Árbitros: Gina Spitaleri (ITA) y Chieko Soma (JPN). |
| Anke Kühn 7'       |       | Megan Rivers 65' | 13:05 Árbitros: Gina Spitaleri (ITA) y Chieko Soma (JPN). |
| Anneke Böhmert 18' |       |                  |                                                           |

| HOLANDA                   | 3 - 1 | CHINA           | 15:05 Árbitros: Frances Block (ENG) y Anne McRae (SCO). |
| Marilyn Agliotti 24' (pc) |       | Yudiao Zhao 13' | 15:05 Árbitros: Frances Block (ENG) y Anne McRae (SCO). |
| Marilyn Agliotti 53' (pc) |       |                 |                                                         |
| Minke Smabers 59' (ps)    |       |                 |                                                         |

| ARGENTINA                | 2 - 1 | JAPÓN           | 17:05 Árbitros: Marelize De Klerk (RSA) y Lin Miao (CHN). |
| Agustina Bouza 29'       |       | Kaori Chiba 69' | 17:05 Árbitros: Marelize De Klerk (RSA) y Lin Miao (CHN). |
| Claudia Burkart 63' (pc) |       |                 |                                                           |

### Martes 20 de mayo de 2008
| AUSTRALIA        | 1 - 2 | ARGENTINA                 | 18:05 Árbitros: Chieko Soma (JPN) y Christiane Hippler (GER). |
| Megan Rivers 42' |       | Noel Barrionuevo 27' (pc) | 18:05 Árbitros: Chieko Soma (JPN) y Christiane Hippler (GER). |
|                  |       | Rosario Luchetti 53' (pc) |                                                               |

| JAPÓN           | 1 - 2 | ALEMANIA            | 20:05 Árbitros: Anne McRae (SCO) y Caroline Brunekreef (NED). |
| Chie Kimura 60' |       | Anke Khüen 40'      | 20:05 Árbitros: Anne McRae (SCO) y Caroline Brunekreef (NED). |
|                 |       | Natascha Keller 56' |                                                               |

### Miércoles 21 de mayo de 2008
| CHINA            | 3 - 3 | AUSTRALIA             | 16:05 Árbitros: Gina Spitaleri (ITA) y Frances Bkock (ENG). |
| Yibo Ma 17' (pc) |       | Sarah Young 4'        | 16:05 Árbitros: Gina Spitaleri (ITA) y Frances Bkock (ENG). |
| Baorong Fu 48'   |       | Megan Rivers 16'      |                                                             |
| Yudiao Zhao 62'  |       | Kobie McGurk 70' (pc) |                                                             |

| JAPÓN           | 1 - 0 | HOLANDA | 18:05 Árbitros: Marelize De Klerk (RSA) y Christiane Hippler (GER). |
| Kaori Chiba 50' |       |         | 18:05 Árbitros: Marelize De Klerk (RSA) y Christiane Hippler (GER). |

### Jueves 22 de mayo de 2008
| ALEMANIA            | 2 - 0 | CHINA | 14:05 Árbitros: Chieko Soma (JPN) y Caroline Brunekreef (NED). |
| Anneke Böhmert 34'  |       |       | 14:05 Árbitros: Chieko Soma (JPN) y Caroline Brunekreef (NED). |
| Janine Beermann 41' |       |       |                                                                |

| ARGENTINA          | 2 - 0 | HOLANDA | 16:05 Árbitros: Gina Spitaleri (ITA) y Lin Miao (CHN). |
| Carla Rebecchi 11' |       |         | 16:05 Árbitros: Gina Spitaleri (ITA) y Lin Miao (CHN). |
| Luciana Aymar 15'  |       |         |                                                        |

### Sábado 24 de mayo de 2008
| ALEMANIA | 0 - 0 | ARGENTINA | 12:05 Árbitros: Marelize De Klerk (RSA) y Caroline Brunekreef (NED). |

| CHINA                 | 3 - 3 | JAPÓN                  | 14:05 Árbitros:Anne McRae (SCO) y Frances Block (ENG). |
| Ye Ren 33'            |       | Toshie Tsukui 15' (ps) | 14:05 Árbitros:Anne McRae (SCO) y Frances Block (ENG). |
| Wanfeng Zhou 51' (pc) |       | Kaori Chiba 40'        |                                                        |
| Yibo Ma 63' (pc)      |       | Mayumi Ono 54'         |                                                        |

| AUSTRALIA        | 1 - 2 | HOLANDA               | 16:05 Árbitros: Chieko Soma (JPN) y Lin Miao (CHN). |
| Megan Rivers 52' |       | Marilyn Agliotti 27'  | 16:05 Árbitros: Chieko Soma (JPN) y Lin Miao (CHN). |
|                  |       | Eefke Mulder 37' (pc) |                                                     |

## Tabla de posiciones
| Pos | Equipo    | J | G | E | P | GF | GC | D/G | Pts |
| --- | --------- | - | - | - | - | -- | -- | --- | --- |
| 1   | Argentina | 5 | 3 | 1 | 1 | 7  | 4  | +3  | 10  |
| 1   | Alemania  | 5 | 3 | 1 | 1 | 7  | 4  | +3  | 10  |
| 3   | Holanda   | 5 | 3 | 0 | 2 | 7  | 6  | +1  | 9   |
| 4   | China     | 5 | 1 | 2 | 2 | 9  | 12 | −3  | 5   |
| 5   | Australia | 5 | 1 | 1 | 3 | 8  | 9  | −1  | 4   |
| 5   | Japón     | 5 | 1 | 1 | 3 | 6  | 9  | −3  | 4   |

## Rueda final

### Domingo 25 de mayo de 2008 - 5.º/6.º puesto
| AUSTRALIA            | 3 - 0 | JAPÓN | 10:05 Árbitros: Christiane Hippler (GER) y Caroline Brunekreef (NED). |
| Sarah Young 28' (pc) |       |       | 10:05 Árbitros: Christiane Hippler (GER) y Caroline Brunekreef (NED). |
| Megan Rivers 56'     |       |       |                                                                       |
| Nicole Hudson 61'    |       |       |                                                                       |

### Domingo 25 de mayo de 2008 - Tercer puesto
| HOLANDA                 | 3 - 0 | CHINA | 12:35 Árbitros: Anne Mcrae (SCO) y Gina Spitaleri (ITA). |
| Marilyn Agliotti 7'     |       |       | 12:35 Árbitros: Anne Mcrae (SCO) y Gina Spitaleri (ITA). |
| Wieke Dijkstra 35' (pc) |       |       |                                                          |
| Eefke Mulder 61'        |       |       |                                                          |

### Domingo 25 de mayo de 2008 - Final
| ARGENTINA                    | 6 - 2 | ALEMANIA               | 15:05 Árbitros: Marelize de Klerk (RSA) y Chieko Soma (JPN). |
| Soledad García 4'            |       | Janine Beermann 5'     | 15:05 Árbitros: Marelize de Klerk (RSA) y Chieko Soma (JPN). |
| Alejandra Gulla 8', 37', 69' |       | Kerstin Hoyer 47' (pc) |                                                              |
| Carla Rebecchi 22'           |       |                        |                                                              |
| Claudia Burkart 51' (pc)     |       |                        |                                                              |

## Posiciones finales
| Pos | Equipo       |
| --- | ------------ |
|     | Argentina    |
|     | Alemania     |
|     | Países Bajos |
| 4.  | China        |
| 5.  | Australia    |
| 6.  | Japón        |

## Premios
| Campeonas del Champions Trophy 2008 |
| ----------------------------------- |
| ARGENTINA Segundo título            |

| Goleadoras                    | Mejor Arquera     | Mejor Jugadora Joven | Mejor Jugadora |
| ----------------------------- | ----------------- | -------------------- | -------------- |
| Megan Rivers Marilyn Agliotti | Kristina Reynolds | Yu Diao Zhao         | Luciana Aymar  |